# Sophie Barjac
Sophie Barjac (Bourges, 24 marzo 1957) è un'attrice francese.

## Filmografia parziale

### Cinema
- A noi le inglesine! (À nous les petites Anglaises!), regia di Michel Lang (1976)
- Slip (L'hôtel de la plage), regia di Michel Lang (1978)
- Alice (Alicja), regia di Jacek Bromski e Jerzy Gruza (1982)
- La fiancée qui venait du froid, regia di Charles Nemes (1983)
- L'amour en douce, regia di Édouard Molinaro (1985)
- Levy e Goliath (Lévy et Goliath), regia di Gérard Oury (1987)
- Contre-enquête, regia di Franck Mancuso (2007)
- Nés en 68, regia di Olivier Ducastel e Jacques Martineau (2008)

### Televisione
- Anna, giorno dopo giorno (Anne, jour après jour) - serie TV, 55 episodi (1976)
- Cinq à sec - miniserie TV, 6 episodi (1977)
- La camera delle signore (La chambre des dames) - miniserie TV, 8 episodi (1983-1984)
- L'uomo che viveva al Ritz (The Man Who Lived at the Ritz) - film TV (1988)
- Bordertown - serie TV, 78 episodi (1989-1991)
- La crim' - serie TV, 12 episodi (2003-2004)
- Nouvelle Maud - serie TV, 10 episodi (2010-2012)
- Plus belle la vie - serie TV, 8 episodi (2018)